# Відділення екстреної допомоги

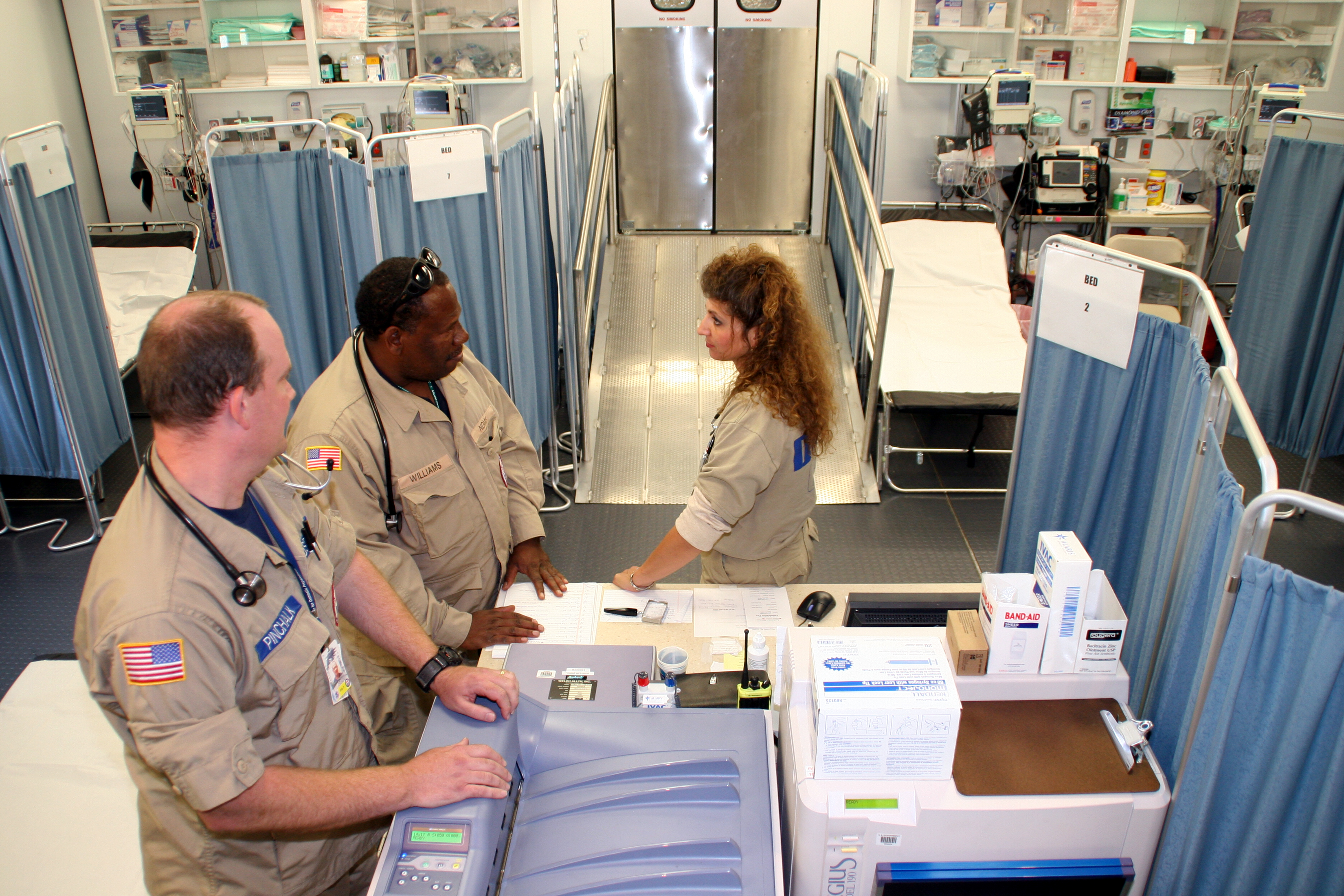
Відділення екстреної допомоги — часто початкове місце надання екстреної допомоги

Відділення екстреної допомоги (англ. emergency department, ED) — відділення лікарні, де надається допомога при невідкладних станах пацієнтам з захворюваннями та травмами. Їх доставляють бригади екстреної медичної допомоги або вони звертаються самі. Тому відділення розміщено на першому, або іншому легкодоступному поверсі лікувального закладу.
У відділеннях екстреної допомоги є ліжка для надання допомоги та спостереження. Пацієнт може перебувати певний обмежений період часу. Зазвичай до 24 годин. У випадку, коли стан критичний, життєві функції стабілізують у зоні ресусцитації (англ. resuscitation area). Після його переводять у операційну чи відділення інтенсивної терапії (реанімацію). Якщо допомогу можливо повністю надати в відділенні екстреної допомоги, пацієнта виписують додому. В іншому випадку його переводять в інше відділення лікарні чи інший лікувальний заклад.
Це відділення слід відрізняти від приймальних відділень, де зазвичай немає ліжок для перебування пацієнтів та часто відсутні умови для надання якісної допомоги. У приймальних відділеннях може не бути лікаря, або чергувати по черзі лікарі різних спеціальностей. У відділеннях екстреної допомоги працюють спеціально підготовлені лікарі. Зазвичай це лікарі екстреної медицини (медицини невідкладних станів) або лікарі інших спеціальностей, що пройшли відповідну спеціалізацію.